# 中井銀行
中井銀行（なかいぎんこう）は、明治末期から昭和初期にかけて存在した、日本の私立銀行。本店は東京市日本橋区金吹町にあった。

## 沿革
1714年（正徳4年）頃より江戸で幕府や諸大名の金御用及び酒問屋を営んでいた中井家（屋号は播磨屋）の末裔で、大蔵省為替方などを歴任していた中井新右衛門が1883年（明治16年）6月25日に10万円を資本として開業。
1893年（明治26年）7月に合名会社に改組、資本金30万円とする。1897年（明治30年）7月に資本金を 70万円に、 1902年（明治35年）に 100万円とする。1920年（大正9年）3月に株式会社中井銀行に合併させる形で株式会社に改組。
1927年（昭和2年）2月頃より日本銀行による資産評価が行われ、1,100万円の不足が認定 。さらに昭和金融恐慌が表面化した同年3月15日、取り付け騒ぎを起こしていた東京渡辺銀行が片岡蔵相の失言を契機に休業すると、取り付け騒ぎは中井銀行にも波及し、同年3月19日に休業に追い込まれた。同年12月8日、小口預金の払い戻しが本店・支店で開始。大口預金は昭和銀行ならびに臨時出張所で開始された。
1928年（昭和3年）3月1日、 昭和銀行（安田銀行、富士銀行、第一勧業銀行などを経て現在のみずほ銀行の一部）による買収が終了。中井銀行の本店・支店は、昭和銀行の支店として営業を開始した。

## 店舗網
- 本店

東京市日本橋区金吹町
- 支店

日本橋区坂本支店
南足立郡千住支店
埼玉県浦和、忍、岩槻、杉戸、粕壁など